# Karl Astel
 (février 2020).
Karl Astel (né le 26 février 1898 et mort le 3 avril 1945) était un recteur de l'Université d'Iéna, et un scientifique raciste impliqué dans le programme allemand nazi d'eugénisme,,.
Il est né le 26 février 1898 à Schweinfurt Après avoir terminé ses études, il combat pendant la Première Guerre mondiale en 1917 et 1918. Il est membre du Corps franc dans les années 1920, il participe au Putsch de Kapp ainsi qu'au Putsch de la brasserie en 1923, en tant que membre du corps franc de l'Oberland (de).
Astel a étudié la médecine à Würzburg et a obtenu son doctorat vers 1930 Il a fait ses études puis a été approuvé comme professeur de sport en mars 1926. Astel était employé par l'Université technique de Munich en tant que conseiller sportif.
Il fut également impliqué dans le mouvement anti-tabac. Après qu'il est devenu recteur de l'Université d'Iéna, en 1939, il essaye de former l'université SS idéale ("SS-Muster-Universität")  
Le 3 avril 1945, Karl Astel se suicide dans un hôpital (dirigé par le rhumatologue Wolfgang Veil).